# Palombaio
Palombaio è una frazione del comune di Bitonto, nella città metropolitana di Bari, di 2917 abitanti

## Geografia fisica

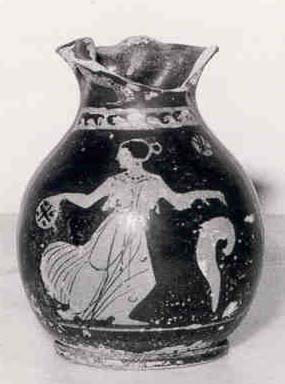
Ceramica ritrovata tra Palombaio e Bitonto

La frazione dista 8,7 km da Bitonto e 4,5 km dalla frazione di Mariotto. È posizionata all'inizio della Murgia occidentale, lungo la strada provinciale fra Ruvo di Puglia e Palo del Colle.
Palombaio è priva di stazione ferroviaria e si serve di quella di Bitonto. È collegata con il capoluogo comunale attraverso un servizio bus. Le strade più vicine sono la strada provinciale 231, la strada statale 16 e l'A14 Bologna-Taranto.
Ospita il bosco Loiacono, un piccolo bosco situato nelle campagne in direzione di Terlizzi che costituisce un vero e proprio habitat naturale per molte specie di animali.
Palombaio è inoltre conglomerata con una piccola frazione chiamata comunemente Valente.

## Storia
Nella frazione di Palombaio sono stati ritrovati molti reperti, come ad esempio delle ceramiche colorate, che indicano che la zona era abitata già in epoca neolitica, molto probabilmente da popolazioni di origine balcanica approdate sulla Costa adriatica, nei porti naturali di Giovinazzo o Santo Spirito, che poi si spinsero da Bitonto verso l'interno.
Il monumento più antico è rappresentato da una chiesa dedicata a Santa Maria Immacolata risalente al 1854, situata in prossimità della strada che collega Palombaio a Palo del Colle. La chiesa continua ad essere utilizzata anche dopo che ne è stata costruita una nuova, con la medesima intitolazione, nel 2000.

## Società

### Evoluzione demografica
Negli anni '80 e '90 la frazione è stata interessata da un fenomeno di espansione urbanistica e valorizzazione degli spazi pubblici come la piazza e l'edificio che ospita la scuola elementare e la scuola media. Ciò ha determinato un netto incremento demografico che in pochi anni ha portato ad un raddoppiamento della popolazione.

### Tradizioni e folclore

#### Presepe vivente
Durante le festività natalizie, Palombaio si anima per il noto presepe vivente, la cui organizzazione catalizza la vita del borgo per molte settimane. Il presepe di Palombaio, che viene riproposto dall'8 dicembre al 6 gennaio di ogni anno, presenta alcune scene di vita contadina e mette in evidenza le attività artigianali e i prodotti gastronomici tipici dell'economia bitontina come l'olio, il pane ed il vino.

#### Festa dell'Immacolata
L'ultimo fine settimana di agosto si tiene la festa dell'Immacolata. Il sabato sera si esibiscono, sul palco montato in piazza Milite Ignoto, alcuni musicisti locali che ripropongono musica di vario genere.
La domenica sera dalla chiesa nuova parte la processione che raggiunge anche le zone periferiche del paesino. Al momento del rientro in chiesa, a tarda serata, si può assistere ai fuochi pirotecnici che illuminano l'intero centro.

#### Carnevale
Dal 2013 è ripreso dopo anni il "Carnevale di Palombaio". Grazie alla buona volontà di volontari della parrocchia "Maria Santissima Immacolata" e dell'Associazione ANSPI, vengono costruiti carri di cartapesta che fanno il giro della frazione nell'ultima domenica del periodo carnevalesco.